# Vùng đất thây ma: Cú bắn đúp
Vùng đất thây ma: Cú bắn đúp (tựa tiếng Anh: Zombieland: Double Tap) là một bộ phim hài - kinh dị về zombie năm 2019 của Mỹ do Ruben Fleischer đạo diễn và được biên kịch bởi Rhett Reese, Paul Wernick và David Callaham. Đây là phần tiếp theo của Zombieland (2009), có sự tham gia của Woody Harrelson, Jesse Eisenberg, Emma Stone và Abigail Breslin, với sự tham gia của dàn diễn viên phụ bao gồm Rosario Dawson, Zoey Deutch, Luke Wilson, Thomas Middleditch, Avan Jogia và Dan Aykroyd.
Những cuộc thảo luận về phần tiếp theo của Zombieland đã bắt đầu trước khi dàn diễn viên chính và Fleischer đều ký hợp đồng vào tháng đó, trong khi những diễn viên bổ sung, bao gồm Dawson, Middleditch và Wilson, đã tham gia bộ phim vào đầu năm 2019. Quá trình bấm máy diễn ra từ tháng 1 đến tháng 3 năm 2019.
Vùng đất thây ma: Cú bắn đúp được phát hành tại Hoa Kỳ vào ngày 18 tháng 10 năm 2019, bởi Sony Pictures. Bộ phim nhận được nhiều ý kiến trái chiều từ các nhà phê bình và đã thu về 121 triệu USD trên toàn thế giới.

## Nội dung
Mười năm sau sự kiện trong phần phim trước, những người sống sót Tallahassee, Columbus, Wichita và Little Rock trở thành chuyên gia nhận dạng và tiêu diệt nhiều loại thây ma vào ẩn náu trong Nhà Trắng bị bỏ hoang. Columbus cầu hôn Wichita bằng viên kim cương Hope. Sáng hôm sau, hai chị em Wichita và Little Rock rời đi vì Little Rock cảm thấy Tallahassee vẫn đối xử với cô như đứa trẻ và Wichita sợ mình quá gắn bó với Columbus.
Một tháng sau, Columbus gặp cô gái tóc vàng tên Madison, người sống sót trong đại dịch thây ma bằng cách trốn trong kho lạnh của cửa hàng Pinkberry. Columbus mời cô về Nhà Trắng và cả hai quan hệ tình dục. Wichita quay về thấy Columbus đã ngủ với Madison, cô giải thích rằng Little Rock đang đi đến Graceland cùng với một chàng trai từ Berkeley, và cho cả nhóm biết về một loại siêu thây ma mạnh mẽ đang ở ngoài kia. Lo cho sự an toàn của Little Rock, cả nhóm lên đường đến Graceland.
Trên đường đi, cả nhóm chạm trán một đám thây ma, trong đó có con siêu thây ma phải bắn nhiều phát mới giết được nó. Madison cho thấy dấu hiệu sắp biến thành thây ma, buộc Columbus phải đưa cô vào rừng để bắn cô. Cả nhóm đến Graceland nhưng thấy nó đã trở nên hoang tàn, sau đó ghé vào một nhà nghỉ mang phong cách tưởng niệm Elvis Presley. Họ gặp Nevada, Albuquerque và Flagstaff, biết được rằng do cạn nguồn thức ăn nên bọn thây ma đang di chuyển về hướng đông. Albuquerque và Flagstaff ra ngoài giết một nhóm thây ma, không may bị cắn rồi biến thành thây ma, để rồi cả hai bị tiêu diệt. Cả nhóm lên đường đến Babylon để tìm Little Rock.
Cả nhóm bất ngờ phát hiện Madison vẫn còn sống và đang lái chiếc xe bán kem. Tái hợp với nhóm, cô giải thích rằng mình bị dị ứng hạt cây nhưng trông giống sắp biến thành thây ma. Lúc đó thay vì bắn cô, Columbus đã tha mạng cho cô. Cả nhóm đến Babylon, giao nộp vũ khí và tìm thấy Little Rock. Tallahassee tạm biệt mọi người để ra đi một mình, anh thấy đám đông thây ma đang kéo đến tòa nhà của cộng đồng người sống sót, anh quay lại để cảnh báo mọi người. Mặc dù không còn súng đạn nhưng Tallahassee có kế hoạch khác để giết bọn thây ma.
Tallahassee làm mồi nhử dụ bọn thây ma đuổi theo lên sân thượng, anh đu trên một cọng dây trong khi những người khác khiến bọn thây ma rơi khỏi tòa nhà. Trong phút chốc bọn thây ma đều bị tiêu diệt, Wichita chấp nhận lời cầu hôn của Columbus. Berkeley và Madison ở lại với cộng đồng người sống sót, nhóm của Tallahassee cùng với Nevada rời khỏi Babylon.
Trong phần cảnh hậu danh đề cho thấy mười năm trước, khi đại dịch thây ma bắt đầu bùng nổ, Bill Murray đang được phỏng vấn trong đài truyền hình thì bọn thây ma tấn công vào, nhưng ông đã giết nhiều thây ma và chạy thoát thành công.

## Diễn viên
- Woody Harrelson trong vai Tallahassee
- Jesse Eisenberg trong vai Columbus
- Emma Stone trong vai Wichita / Krista
- Abigail Breslin trong vai Little Rock
- Rosario Dawson trong vai Nevada
- Zoey Deutch trong vai Madison
- Luke Wilson trong vai Albuquerque
- Thomas Middleditch trong vai Flagstaff
- Avan Jogia trong vai Berkeley

Ngoài ra, Bill Murray và Dan Aykroyd xuất hiện trong vai chính họ.

## Đón nhận

### Doanh thu
Kể từ ngày 16 tháng 1 năm 2020, Vùng đất thây ma: Cú bắn đúp đã thu về 73,1 triệu USD tại Hoa Kỳ và Canada và 49,7 triệu USD ở các lãnh thổ khác, với tổng doanh thu 122,8 triệu USD trên toàn thế giới.
Tại Hoa Kỳ và Canada, bộ phim đã được phát hành cùng với Tiên hắc ám 2, và được dự kiến thu về 25-30 triệu USD từ 3.468 rạp vào cuối tuần công chiếu. Bộ phim đã thu về được 10,2 triệu USD trong ngày phát hành đầu tiên, bao gồm 2,85 triệu USD từ các buổi chiếu vào tối thứ năm. Phim tiếp tục thu về 26,8 triệu USD, đứng thứ ba sau Tiên hắc ám 2 và Joker. Sau đó, phim đã giảm 56% trong cuối tuần thứ hai xuống còn 11,8 triệu USD, đứng thứ tư và thu về được 7,4 triệu USD vào cuối tuần thứ ba.

## Phát hành
Vùng đất thây ma: Cú bắn đúp dự kiến phát hành vào ngày 18 tháng 10 năm 2019, kỷ niệm 10 năm ngày ra đời của phần phim trước.

### Phòng vé
Tại Hoa Kỳ và Canada, Vùng đất thây ma: Cú bắn đúp sẽ được phát hành cùng với Tiên hắc ám 2 và dự kiến thu về 23-25 triệu USD vào cuối tuần ra mắt.